# 日本オーチス・エレベータ
日本オーチス・エレベータ株式会社（にっぽんオーチスエレベータ、英: Nippon Otis Elevator Company）は、東京都中央区に本社を置くエレベーター・エスカレーターメーカー。日本国内での業界シェアはフジテックに続き、第5位である。

## 概要
米国オーチス・ワールドワイドの日本法人。日本での展開は米国本社による製品輸出が先行し、1896年に日本で最初のエレベータを日本銀行本店に、1914年には同じく最初のエスカレータを三越日本橋本店に設置した実績を持つ。その後1927年の日本支社設置を経て、1932年に現法人が東洋オーチス・エレベーター株式会社として設立。翌1933年に蒲田工場が完成し（1984年閉鎖）、国産化に乗り出した。太平洋戦争中から戦後にかけては、東洋昇降機株式会社、東洋造機工業株式会社、東洋オーチス・エレベータ株式会社と社名が変遷している。
設立当初は三井グループ資本で、同グループの東芝（当時は東京芝浦電気）も1958年から資本参加していた。しかし、東芝本体が1966年に昇降機事業に参入したことや、業績悪化により1972年に資本を引き揚げ、翌1973年に日本オーチス・エレベータ株式会社に改称し現在に至る。
千葉県山武郡芝山町に大規模なテストタワー（高さ: 154.2 m）を備えた工場を持つ。
かつてはパナソニック（現・パナソニックホールディングス）が28.1%を出資し、同社の持分法適用関連会社となっていたが、2012年に全株式を売却し、業務・資本提携を解消した。一方、三井住友銀行、三井住友信託銀行などの住友グループは引き続き出資している。
日本オーチスの商品は同社が直接販売するルートと、松下電器産業経由で販売するルートがあった。後者の場合には「National OTIS」ブランドが付加されていたが、2005年7月に松下・オーチス間の新協業体制が構築されたことにより、「National OTIS」ブランドは廃止された。
ホームエレベーター・小型エレベーター事業は、パナソニック電工の子会社「パナソニック ホームエレベーター株式会社」に19.9%出資する形で展開していたが、パナソニック電工を合併したパナソニックに2012年に全株式を売却している。製造拠点は引き続き芝山工場内にあったが、すでに退去して成田市三里塚光ヶ丘に移転している。なお、メンテナンス事業の一部を日本オーチスが引き受けている。
2016年6月15日、日本からの事業撤退を決めたシンドラーエレベータより、保守点検事業、および同社完全子会社で独立系メンテナンス会社のマーキュリーアシェンソーレ（現・マーキュリーエレベータ）の全株式を譲受すると発表した。シンドラーが設立する新会社・日本エレベータサービス株式会社に同社の保守点検事業を移管し、その新会社の株式を日本オーチスが購入するというスキームがとられる。同年10月3日付で株式の譲渡が行われ、最終的には2018年6月1日をもってオーチス・エレベータサービスを吸収合併し、以後は日本オーチス自身がシンドラー製品（前身の日本エレベーター工業製を含む）の保守点検を行っている。

## 初期のOTISエレベーターの設置例
- 日本銀行本店本館（1896年設置、国内最初期の設置例、現在はリニューアル済）
- 松屋銀座本店本館（1924年設置、1966年の増床時まで運転された。現在は三菱電機製を運転している）
- 松坂屋上野店本館（1929年設置、2007年までに同社の手によりリニューアル）
- 関西電力黒部専用鉄道欅平駅竪坑（1939年設置、1985年まで使用。当時日本最強の巻上げ能力を誇り、現在は本社で展示されている）
- 東華菜館（1926年設置。京都府内では現存最古のエレベーター。前身の西洋料理店「矢尾政」が導入した）[3]

## 機種

### エレベーター
到着アナウンスは富沢美智恵が担当している。

#### 標準型
レディメイド（RM）
1966年に発売された初代ロープ式規格型エレベーター。既に部品の供給が終了している。
モデライズ
1969年発売。レディメイドよりコストダウンを図り、操作盤は単純・機能化された。
ダルジャン
1972年発売。設計の簡素化と軽量化を目指した。
SPEC IV - スペック4
1974年5月、交流制御の4機種と直流制御の2機種が発表された。主要機器以外の部分を規格化し、日本オーチスにおける本格的な規格型エレベーターとなる。また、デジタル式のインジケーターや丸型ボタンを採用した。この機種より松下電器との契約によるものは「National OTIS」ブランドで販売された。
SPEC 5 - スペック5
1978年発売。サーボドライブ（交流帰還制御）を採用。
SPEC 50 - スペック50
1982年2月発売。この機種よりマイコン制御化。押しボタンには「オーバルソフトタッチボタン」を採用した。
SPEC 60VF - スペック60VF
1984年1月発売。インバーター制御を採用。インジケーターはLED化され、操作盤の上部に設けられている。
SPEC JR - スペックジュニア
4人乗り小型エレベーター。ドラムにワイヤーロープを巻き付けてかごを昇降させる巻胴式が採用されている。
SPEC CRECES - スペッククレセス
1989年2月発売。松下がデザインを担当し、グッドデザイン賞を受賞している。操作盤は四角い形状の押しボタンでカラーはベージュ寄りのホワイト色の塗装がされている。ロープ式の他油圧式も生産された。
SPEC ALZA - スペックアルサ
1990年3月発売。スペッククレセスをグレードアップしたもの。油圧式ではインバーター制御化された。操作盤の形状はスペッククレセスと同一であるが塗装がダークブラウン色に塗装されている。
SKY LINEAR - スカイリニア
1989年発表。世界で初めて実用化されたリニアモーター式エレベーター。吊り合いおもりに搭載されたリニアモーターによって走行するため、昇降路上部に機械室を設ける必要がなくなった。意匠はスペッククレセスと同一のものもある。
SPEC TIARA - スペックティアラ
1995年4月発表。スペックアルサから操作盤廻りの形状が大幅に変更されボタンの形状も四角から丸型になり文字部分が点灯する。ドア装置は前機種まではリンク式だったが、この機種以降ベルト式となった。
SPEC SOCIE - スペックソシエ
1995年4月発表。スペックジュニアの後継機。同じく4人乗りで、機種名は「Standard」「Operate」「Compact」「Intelligent」「Equip」の頭文字をとったものである。
リニア改
1997年発売。従来のリニア式機種の改良型。
新リニア
1998年発売。従来のリニア式機種を省スペース化し機械室レスとしたもの。
SPEC REVO - スペックレボ
1998年12月に発売された機械室レス式エレベーター。名称は「Revolution」の略称。操作盤などのデザインはスペックティアラとほぼ同一である。
SPEC ECO - スペックエコ
2002年7月発売。水-グリコール系作動液を使用した直接水圧式機械室レスエレベーター。ピットの深さ150㎜を実現した。
Gen2 Series - Gen2 シリーズ
日本では2003年5月発売。Gen2（ジェンツー）という名称は「Generation2」の略である。他社のエレベーターとは異なり、従来のワイヤーロープではなく「フラットベルト」を活用しながらエレベーターを昇降するようなテクノロジーを手掛けている。また、「パルスシステム」でエレベーターが稼働中でも常に監視し続けるようなシステムも装備されている機械室レス・エレベーターである。巻上機・制御盤は昇降路上部に設置されている。
階数表示のインジケータは古い機種で7セグメント式または16セグメント式だが、インジケータがLEDセグメント式（標準仕様）またはセグメント式となり、オプションで液晶式が採用されている。（液晶式を選択したとしても乗り場表示はセグメント式）
Gen2 JIS
分速45～105ｍに対応した規格型エレベーター。
Gen2 LTD
2005年1月発売。分速45・60ｍに限定したもの。
Gen2 Prestige - Gen2 プレステージ
2004年8月及び2006年に発売された乗用、非常用、住宅用エレベーター。Gen2シリーズではあるが機械室レスではない。
2004年当初は高速域に対応したオーダー型エレベーターとして発売された。
Gen2 Heartful Tower - Gen2 ハートフルタワー
2006年1月発売。小規模型共同住宅用エレベーター。
Gen2 Coｍfort
2012年発売。集合住宅向けエレベーター。
Gen2 Life - Gen2 ライフ
2013年2月発売。高齢者住宅向けエレベーター。車椅子が2台乗ることができ、ストレッチャーにも対応している。
Gen2 Premier - Gen2 プレミア
2015年発売。標準型乗用、寝台用エレベーター。
Gen2シリーズの最新現行機種で仕様はほぼ同じであるため、基本情報はGen2 Series - Gen2 シリーズ参照の事。
2019年に発表された新基準JIS A 4307-1/2に対応したGen2 Premiere P07B型は、最上階乗り場に設置された点検操作盤内の安全装置短絡ボタンにより、従来では緊急停止時に昇降路へ入り、安全回路を短絡して籠を強制的に動かすという作業を外から簡易的に行うことできるようになり、救出時間が大幅に短縮できるよう設計されている。
その他有償オプションにてスマートフォンアプリで操作できるOtis eCall Plus、タッチレスボタン（車いす用操作盤非対応）、ナノイー空気清浄機（搭載機種はインジケータの液晶にナノイーのロゴが表示される）を付加することもできる。
Gen2 Premier HEART
4人乗り中低層住宅用エレベーター。

Gen3
2023年発売。

#### オーダー型
Elevonic - エレボニック
Elevonic401
高性能マイコンを使用し、音声合成によるアナウンス、天気予報等の諸情報表示を可能にした。
Elevonic411
1990年発表。Elevonic401の後継機種として、米国、ドイツ、日本の3社によって共同開発された。新たにAIによるシステムが追加されている。
Order REVO - オーダーレボ
機械室レス式オーダー型エレベーター。
SKYWAY - スカイウェイ
1998年4月に販売された世界初のACギヤレスエレベーター。階間調整機能付のダブルデッキが付属するタイプは「Super Double Deck Elevator System」又は「Super DD」と呼ばれる。
国内第1号機は六本木ヒルズ森タワーに納入された。

#### 個人住宅向けエレベーター
エレホーム
1988年発売。
のり愛号
1994年発売。
のり愛号スリム
1996年9月発売。
のり愛号20シリーズ
2000年6月発売。
のり愛号フィット20
2002年7月発売。2人乗り横長モデル。

#### リニューアル
VFパッケージ
1987年7月発売。
Renova - リノーバ
2005年8月発売。リノーバは住宅用向けエレベーター専用のリニューアル機種で、病院やビルで更新された場合はGen2 MODもしくはGen2 MOD GREEN TYPE3になることが多い。
Renova DUO - リノーバデュオ
2007年発売。Gen2システムを採用。油圧式エレベーターからのリニューアルにも対応している。
Renova JR - リノーバジュニア
スペックジュニアのリニューアル機種はこの機種に該当する。
Gen2 MOD
2011年発売。積載750kgまでの一部エレベーターのリニューアルに対応。フラットベルト式のエレベーターにリニューアルする。
Gen2 MOD Green
2016年発売。油圧式エレベーター向け改修商品。乗り場以外のすべてを交換(準撤去)。

## 特記事項
- 創業者のエリシャ・オーチスはメグ・ライアン主演映画『ニューヨークの恋人』（2001年）で、彼女が恋に落ちる相手レオポルド（ヒュー・ジャックマン）のモチーフである。
- エレベータおよびエスカレータで有名な会社であるが、成田国際空港第2ターミナルの本館・サテライトを結んでいた成田空港第2ターミナルシャトルシステム（2013年9月運用終了）も日本オーチス社製（水平式エレベータ）であった。
- 2015年現在、日本オーチスが販売している小荷物専用昇降機は、三菱電機の子会社である菱電エレベータ施設（自社販売分はリョーデンリフト）のOEMである。
- 2020年8月14日、同社代表取締役社長のギヨーム・ルノーが、静岡県小山町にある富士スピードウェイのレーシングコースでの事故により死亡した。そのため山上浩が代表取締役社長代行として就任した[22]。
- 関ジャニ∞（現・SUPER EIGHT）がCMに出ていた。